# Nazyvaevskij rajon
Il Nazyvaevskij rajon (in russo Называевский район?) è un rajon dell'Oblast' di Omsk, nella Russia asiatica; il capoluogo è Nazyvaevsk. Istituito nel 1924, ricopre una superficie di 5.900 chilometri quadrati e consta di una popolazione di circa 15.000 abitanti.